# Gmina Czarnia
Die Gmina Czarnia ist eine Landgemeinde im Powiat Ostrołęcki der Woiwodschaft Masowien, Polen. Ihr Sitz ist das gleichnamige Dorf.

## Gliederung
Zur Landgemeinde Czarnia gehören neun Dörfer mit einem Schulzenamt:
- Bandysie
- Brzozowy Kąt
- Cupel
- Cyk
- Czarnia
- Długie
- Michałowo
- Rutkowo
- Surowe

Weitere Ortschaften der Gemeinde sind Brzozowy Kąt (gajówka), Chrzonek und Dunaj.